# (11229) Brookebowers
(11229) Brookebowers (1999 JX52) – planetoida z grupy pasa głównego asteroid okrążająca Słońce w ciągu 3,35 lat w średniej odległości 2,24 j.a. Odkryta 10 maja 1999 roku.